# Drepanocladus subjulaceus
Drepanocladus subjulaceus là một loài Rêu trong họ Amblystegiaceae. Loài này được (Schimp.) Roiv. mô tả khoa học đầu tiên năm 1954.